# Saeed Basweidan
Saeed Basweidan  (sinh ngày 26 tháng 6 năm 1977) là một vận động viên chạy giữa người Yemen đã thi đấu cho đội tuyển quốc gia Yemen tại Thế vận hội Mùa hè năm 1996.

## Sự nghiệp
Saeed Basweidan chỉ mới 19 tuổi khi tham gia thi đấu trong nội dung chạy 800 mét nam tại Thế vận hội Mùa hè năm 1996 diễn ra tại Atlanta, Hoa Kỳ. Anh đã tham gia vào vòng một và kết thúc vị trí thứ sáu trong số bảy vận động viên trong cuộc chạy cuối cùng trong vòng một. Anh đã vượt qua Greg Rhymer đến từ Quần đảo Virgin thuộc Anh, nhưng vẫn chưa đủ nhanh để giành quyền tham gia vòng đấu tiếp theo.
Vào năm sau đó, anh chuyển đến Đại học Virginia Commonwealth, nơi anh vẫn giữ kỷ lục của trường cho nội dung chạy 800 mét trong nhà (1:49.33), đồng thời cũng là kỷ lục quốc gia của Yemen. which is also a Yemeni national record.